# Türi
Türi ist eine Landgemeinde im estnischen Kreis Järva (Jerwen) mit einer Fläche von 599 km². Sie hat 11098 Einwohner (Stand: 1. Januar 2010).

## Gliederung
Neben der Stadt Türi (deutsch: Turgel) gehören zur Gemeinde die Dörfer Äiamaa, Änari, Arkma, Jändja, Kabala, Kahala, Karjaküla, Kirna, Kolu, Kurla, Kärevere, Laupa, Lokuta, Meossaare, Metsaküla, Mäeküla, Näsuvere, Oisu, Ollepa, Pala, Pibari, Poaka, Põikva, Rassi, Raukla, Retla, Rikassaare, Saareotsa, Särevere, Sagevere, Taikse, Tori, Tännassilma, Türi-Alliku, Vilita, Villevere und Väljaotsa.

## Kultur und Sehenswürdigkeiten
Besonders sehenswert ist das Gutshaus von Laupa. Es wurde 1914 an der Stelle des 1905 abgebrannten Vorgängerbaus im Stil des Pseudobarock mit zahlreichen Renaissance-Elementen für Otto Freiherr von Taube errichtet. Der das Herrenhaus umgebende 4 ha große Park liegt am Ufer des Pärnu-Flusses.
Das Herrenhaus Kirna wurde im klassizistischen Stil für die Familie von Fersen errichtet.

## Persönlichkeiten
- Voldemar Rõks (1900–1941), estnischer Fußballnationalspieler
- Aleksander Saharov (* 1982), Fußballspieler
- Kristian Marmor (* 1987), Fußballspieler